# Dawangzhuang, Henan
Dawangzhuang (kinesiska: 大王庄, 大王庄乡) är en socken i Kina. Den ligger i provinsen Henan, i den centrala delen av landet, omkring 140 kilometer sydost om provinshuvudstaden Zhengzhou. Antalet invånare är 30 331. Befolkningen består av 14 703 kvinnor och 15 628 män. Barn under 15 år utgör 22,0 %, vuxna 15-64 år 69 %, och äldre över 65 år 7,0 %.
Genomsnittlig årsnederbörd är 915 millimeter. Den regnigaste månaden är augusti, med i genomsnitt 182 mm nederbörd, och den torraste är januari, med 7 mm nederbörd.